# Mối tình không lời
Mối tình không lời (tên tiếng Hoa: 十月初五的月光; tên tiếng Anh:  A Love Of No Words; tên khác: Ánh trăng mùng 5 tháng 10, Đường về hạnh phúc 2021) là bộ phim truyền hình Hồng Kông thuộc thể loại lãng mạn, tâm lý tình cảm do TVB sản xuất. Đây là phiên bản làm lại của bộ phim nổi tiếng Đường về hạnh phúc (2000). Phim có sự tham gia diễn xuất chính của Mễ Tuyết, Hà Y Đình, Hồ Hồng Quân, La Thiên Vũ và các diễn viên khác gồm Thạch Tu, Diêu Gia Ni, Quách Tử Hào, Hải Tuấn Kiệt, Lâm Dĩnh Đồng, Úy Vũ Tâm, Ngũ Phú Kiều, Lâm Vĩ, Khang Hoa và Quảng Khiết Doanh.
Phim được chọn làm một trong bốn bộ phim kỷ niệm 55 thành lập đài TVB.

## Nội dung
Vào thập niên 80, nữ ca sĩ Chu Sa Kiều (do Mễ Tuyết đóng) một mình nuôi dưỡng hai con gái sinh đôi. Sau khi trưởng thành, tình cảm của hai cô con gái bị rạn nứt bởi tình yêu khiến Sa Hoa (do Diêu Gia Ni đóng) rời đi biệt tăm. Sa Sa vì sinh khó mà tử vong. Sa Kiều một mình nuôi dưỡng cháu gái Quân Hảo (do Hà Y Đình đóng), đồng thời cũng nhận nuôi một bé trai bị câm tên Văn Sơ (do Hồ Hồng Quân đóng).
Thời gian trôi qua, sự xuất hiện của Chúc Triển Huy (do Hải Tuấn Kiệt đóng) – cha của Quân Hảo, đã làm cho mối quan hệ gia đình ba thế hệ trở nên phức tạp.
Chúc Quân Hảo đã phải lòng chàng thanh niên tuổi trẻ tài cao – Tư Đồ Lễ Tín (do La Thiên Vũ đóng). Mặc dù, Văn Sơ đã yêu thầm Quân Hảo từ lâu nhưng không dám ngỏ lời và chỉ muốn đứng từ xa chúc phúc cho cô. Văn Sơ quyết định bỏ đi không lời từ biệt để tìm mẹ ruột của mình.

## Sự khác biệt với bản phim năm 2000
- Địa điểm quay phim và bối cảnh của bản năm 2000 là vùng Rua de Cinco de Outubro, Ma Cao, đến bản năm 2021, bối cảnh và địa điểm quay được chuyển sang núi Lưu Phù, Nguyên Lãng, Hồng Kông
- Trong bản năm 2000, nhân vật Vạn Chu Sa Hoa là em gái của Chu Sa Kiều, trong bản năm 2021, nhân vật này chuyển thành con gái của Chu Sa Kiều
- Bản năm 2000, Chúc Quân Hảo là con gái của Chu Sa Kiều nhưng ở bản 2021, nhân vật này trở thành cháu gái của Chu Sa Kiều tuy nhiên trong phim, Chúc Quân Hảo không gọi Chu Sa Kiều bằng bà
- Nhân vật Chu Sa Sa không có trong bản 2000 mà được thêm vào ở bản 2021

## Đánh giá
| Tuần | Tập phim | Ngày phát sóng                  | Điểm số   | Ghi chú   |
| ---- | -------- | ------------------------------- | --------- | --------- |
| 1    | 1 – 5    | 22 tháng 11 – 26 tháng 11, 2021 | 19.5 điểm |           |
| 2    | 6 – 10   | 29 tháng 11 – 03 tháng 12, 2021 | 19.3 điểm |           |
| 3    | 11 – 15  | 06 tháng 12 – 10 tháng 12, 2021 | 20.0 điểm |           |
| 4    | 16 – 20  | 13 tháng 12 – 17 tháng 12, 2021 | 20.6 điểm |           |
| Tổng | Tổng     | Tổng                            | 19.8 điểm | 19.8 điểm |

## Đề cử và giải thưởng

### Giải thưởng thường niên TVB 2021
| Năm  | Hạng mục                           | Diễn viên                                 | Kết quả   |
| ---- | ---------------------------------- | ----------------------------------------- | --------- |
| 2021 | Nam nhân vật được yêu thích nhất   | Văn Sơ (do Hồ Hồng Quân thủ vai)          | Đề cử     |
| 2021 | Nam diễn viên tiến bộ nhất         | La Thiên Vũ                               | Đoạt giải |
| 2021 | Nam diễn viên tiến bộ nhất         | Hồ Hồng Quân                              | Đề cử     |
| 2021 | Ca khúc chủ đề được yêu thích nhất | Chúc Quân Hảo (do Hồ Hồng Quân trình bày) | Đề cử     |

## Ký sự
- Ngày 7 tháng 1, 2021: Buổi đọc thử kịch bản phim được tổ chức
- Ngày 19 tháng 1, 2021: Phim chính thức khởi quay ngày đầu tiên
- Ngày 2 tháng 2, 2021: Phim tổ chức lễ bái thần[7]
- Ngày 9 tháng 4, 2021: Bộ phim chính thức đóng máy